# 中国国家画院

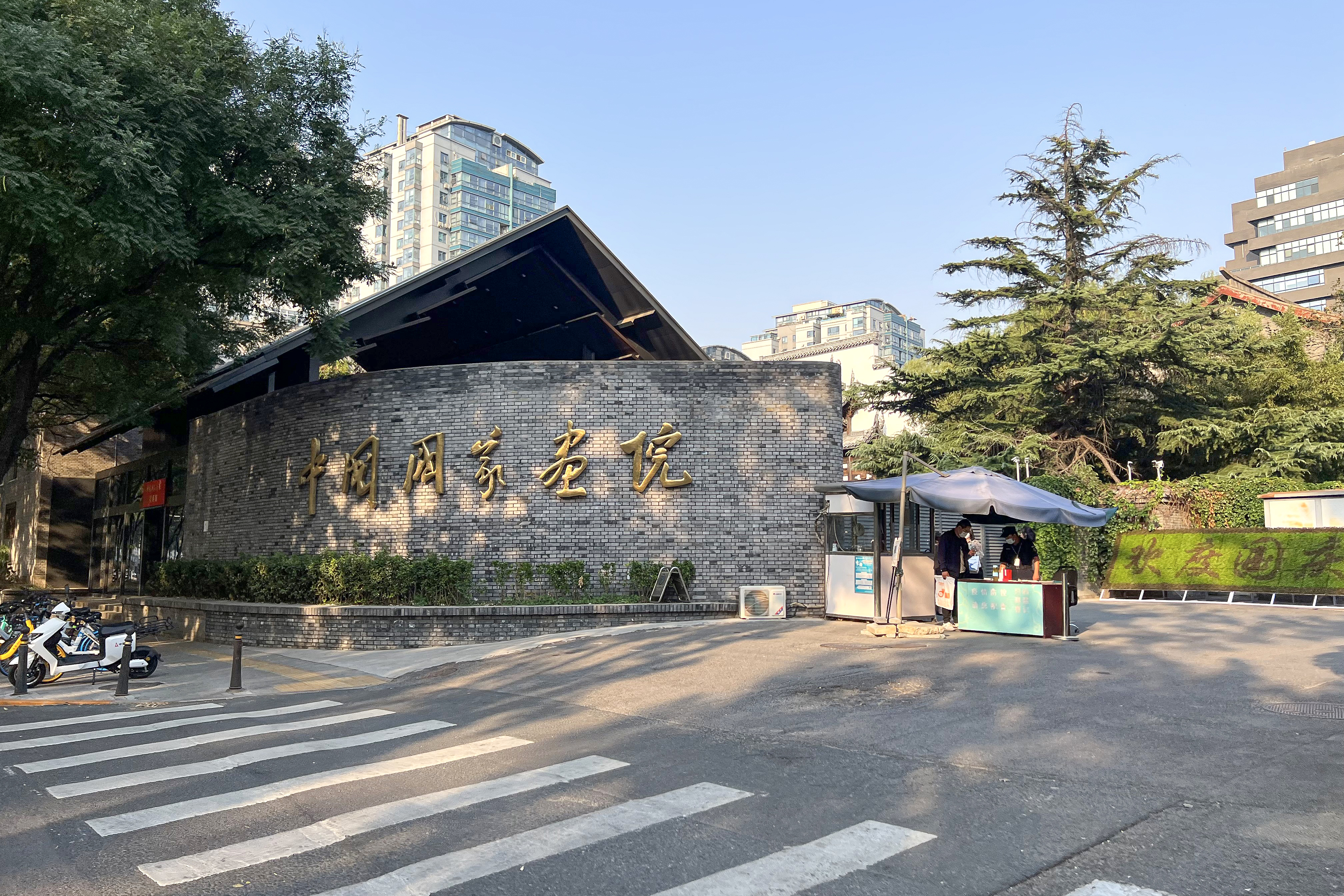
中国国家画院

39°56′18″N 116°18′39″E / 39.938219°N 116.310829°E
中国国家画院（英語：China National Academy of Painting），位于北京市海淀区西三环北路54号，直属中华人民共和国文化部，是“集美术创作、研究、教育、收藏、普及和交流于一体的国家公益型事业单位”。

## 简介
中国国家画院的前身是1977年成立的文化部中国画创作组。1981年，经国务院批准，在该创作组的基础上成立中国画研究院。2006年，经中央机构编制委员会办公室批准，该院更名为中国国家画院。
该院成立之初，汇集了李可染、叶浅予、蔡若虹、黄胄、刘海粟、吴作人、陆俨少、李苦禅、华君武、张仃、朱屺瞻、蒋兆和、黎雄才、关山月、亚明、宋文治、魏紫熙、何海霞、田世光等画家。
该院设有中国国家画院美术馆，2006年6月经装修改造后重新开馆。

## 历任院长
1. 李可染（1981年11月－1989年12月）
2. 刘勃舒（1993年5月－2003年12月）
3. 龙　瑞（2003年12月－2008年12月）
4. 杨晓阳（2009年4月－2018年12月）
5. 卢禹舜（2020年10月－2023年2月）[3]
6. 刘万鸣（2024年4月－）[4]